# La Tristesse Durera (Scream to a Sigh)
La Tristesse Durera (Scream to a Sigh) è un singolo del gruppo musicale gallese Manic Street Preachers, pubblicato nel 1993 ed estratto dal loro secondo album in studio Gold Against the Soul.

## Tracce

### CD
1. La Tristesse Durera (Scream to a Sigh) (7" version) – 3:57
2. Patrick Bateman – 6:32
3. What's My Name (live The Clash cover at Cambridge Junction, 20 October 1992) – 1:42
4. Slash 'n' Burn (live at Norwich UEA, 21 October 1992) – 3:45

### 12"
1. La Tristesse Durera (Scream to a Sigh) (album version)
2. Patrick Bateman
3. Repeat (live in Norwich, 21 October 1992)
4. Tennessee (I Get Low)

### Cassetta
Side A
1. La Tristesse Durera (Scream to a Sigh)

Side B
1. Patrick Bateman